# Friedrichsfelde (métro de Berlin)
Friedrichsfelde est une station de la ligne 5 du métro de Berlin. Elle est située dans le quartier du même nom.

## Situation sur le réseau

Plan du métro.

La station Strausberger Platz de la ligne 5 du métro de Berlin, est située entre la station Lichtenberg au nord-ouest, en direction du terminus Hauptbahnhof, et la station Tierpark au sud-est, en direction du terminus Hönow.
Elle dispose des deux voies de la ligne, encadrées par deux quais latéraux.

## Histoire
À la fin des années 1920, la planification d'une ligne de métro pour relier les districts à l'est de Berlin est relancée. Elle partira de la gare de Berlin Alexanderplatz en passant par la Frankfurter Allee jusqu'à la gare de Lichtenberg. Elle devait poursuivre vers Einbecker Straße puis Alt-Friedrichsfelde. La gare se situe au croisement de Einbecker avec Rummelsburger, Zachert- et Alfred-Kowalke-Straße. En plus du tunnel de service, on crée un tunnel de maintenance. La station est mise en service le 21 décembre 1930, en même temps que la ligne E. Conçue, comme toutes les stations de la ligne, par l'architecte suédois Alfred Grenander, elle est jumelle de celle de Memeler Straße. Chaque station a sa propre couleur pour aider les malvoyants. Friedrichsfelde possède une tonalité bleu clair.
Peu avant la fin de la Seconde Guerre mondiale, un bombardement endommage la station le 26 février 1945. Le trafic reprend le 13 juin avec une navette de fortune entre Friedrichsfelde et la gare de Berlin Frankfurter Allee. Le service est prolongé le 26 juin vers Alexanderplatz et fonctionne de façon régulière à partir du 1er février 1946.
En 1955, le Parc zoologique de Berlin-Friedrichsfelde ouvre ses portes. Le terminus de Friedrichsfelde est alors la station la plus proche du jardin malgré un kilomètre de distance. Par conséquent, le directeur Heinrich Dathe demande l'ouverture d'une station plus proche par un prolongement de la ligne qui est mis en service le 25 février 1973.
En 2004, une rénovation complète de la station est réalisée, les carreaux bleu clair sont remplacés par des plaques émaillées bleu sombre avec une bande bleu clair où est inscrit le nom de la station. Le sol d'asphalte est remplacé par des dalles de granit. Le 9 juin 2010, un ascenseur est mis en service à la sortie sud pour permettre l'accès aux personnes à mobilité réduite.

## Services aux voyageurs

### Desserte
Friedrichsfelde est desservie par les rames circulant sur la ligne 5 du métro.

Installations et desserte
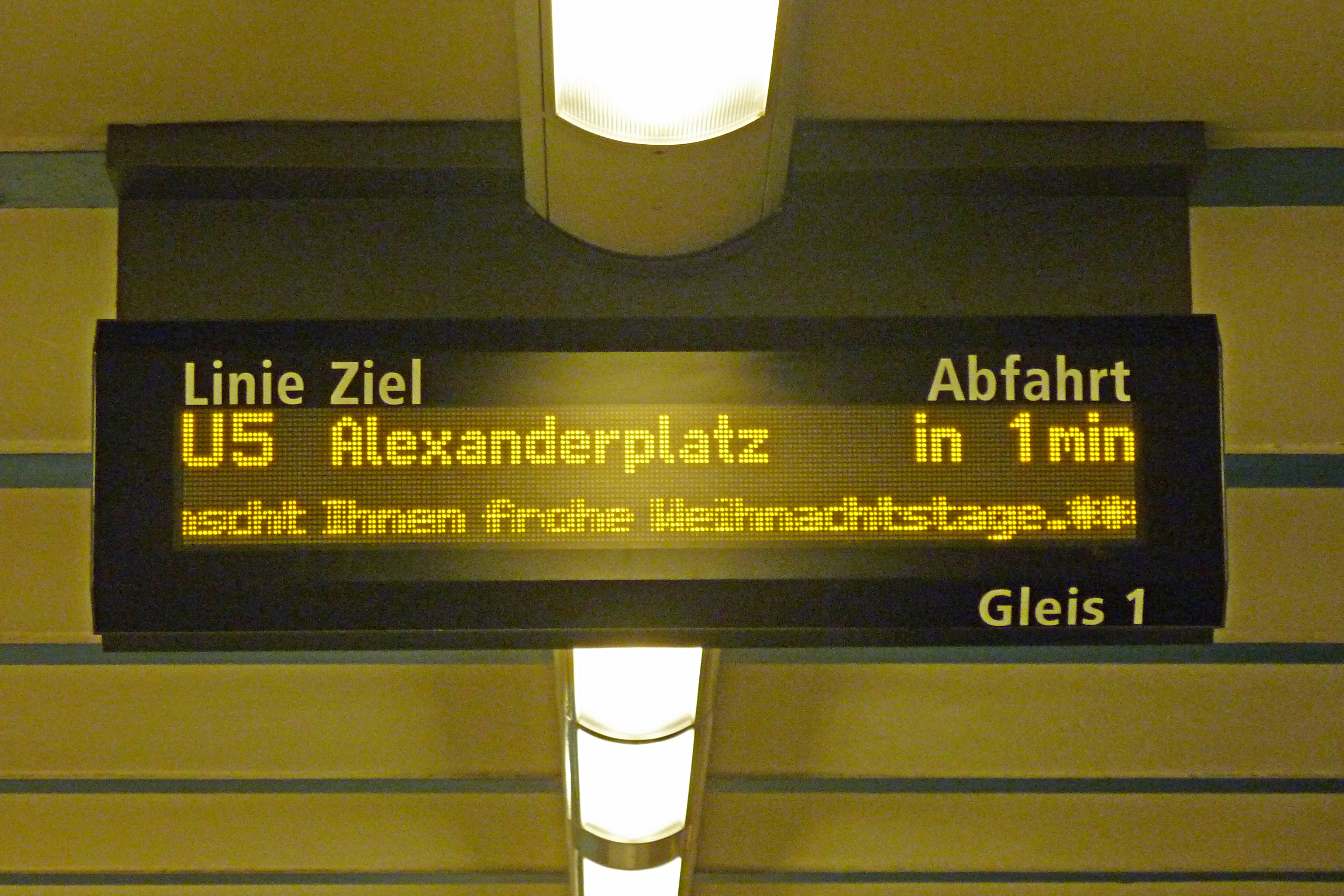
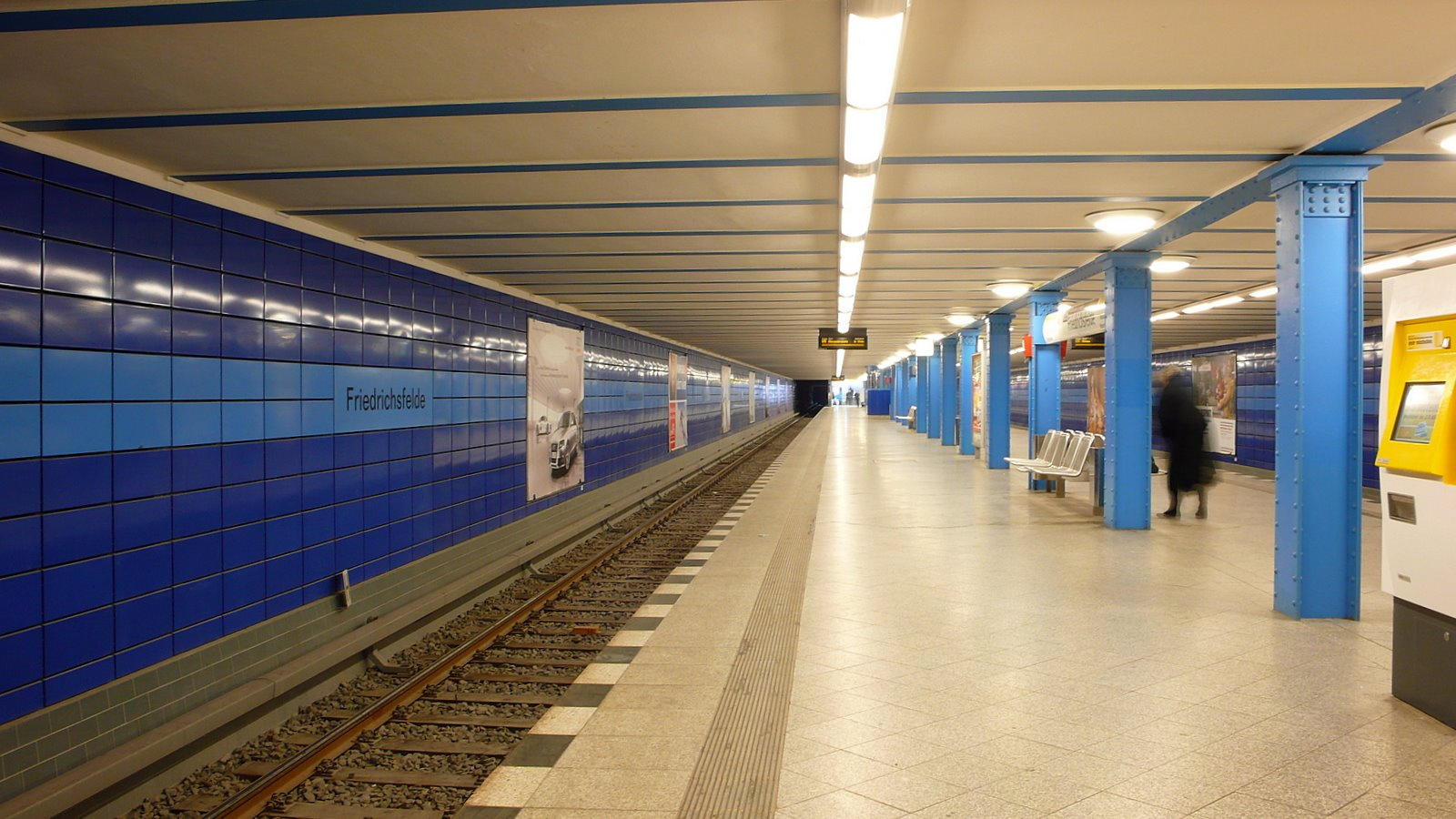
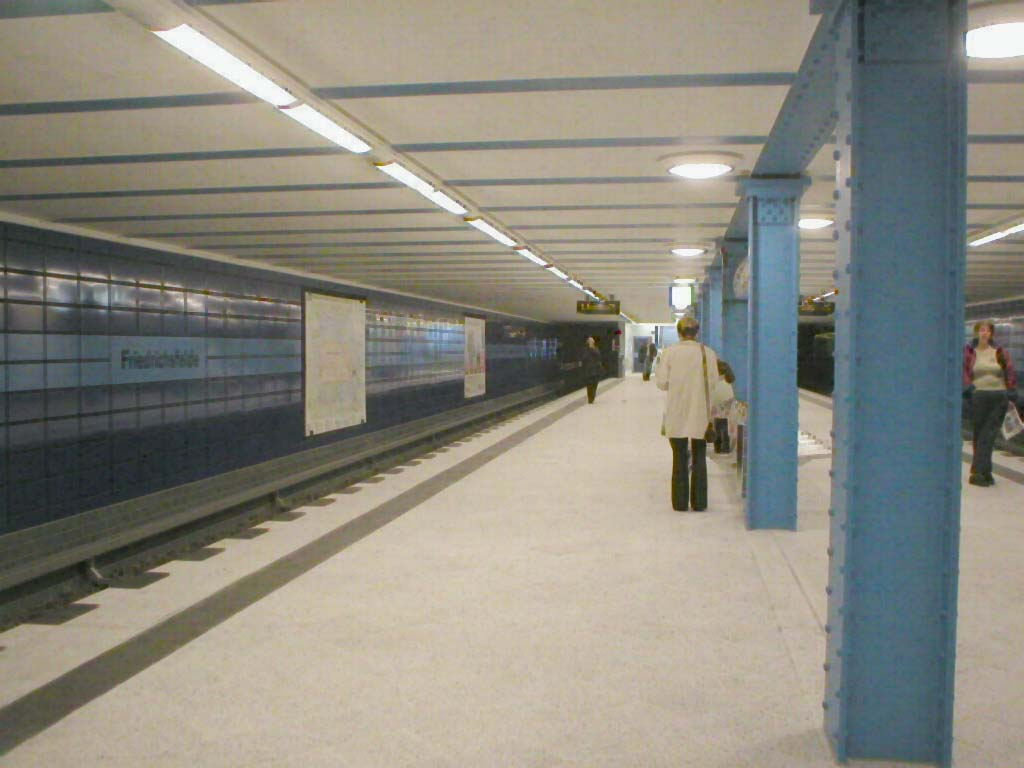

### Intermodalité
La station est en correspondance avec les lignes d'autobus no 194, 296 et 396 du réseau de la BVG.